# Bibliomanie

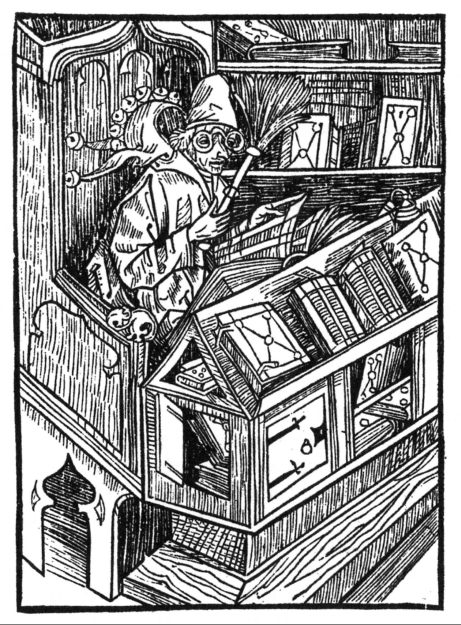
Büchernarr, Holzschnitt aus Sebastian Brant: Narrenschiff, 1494

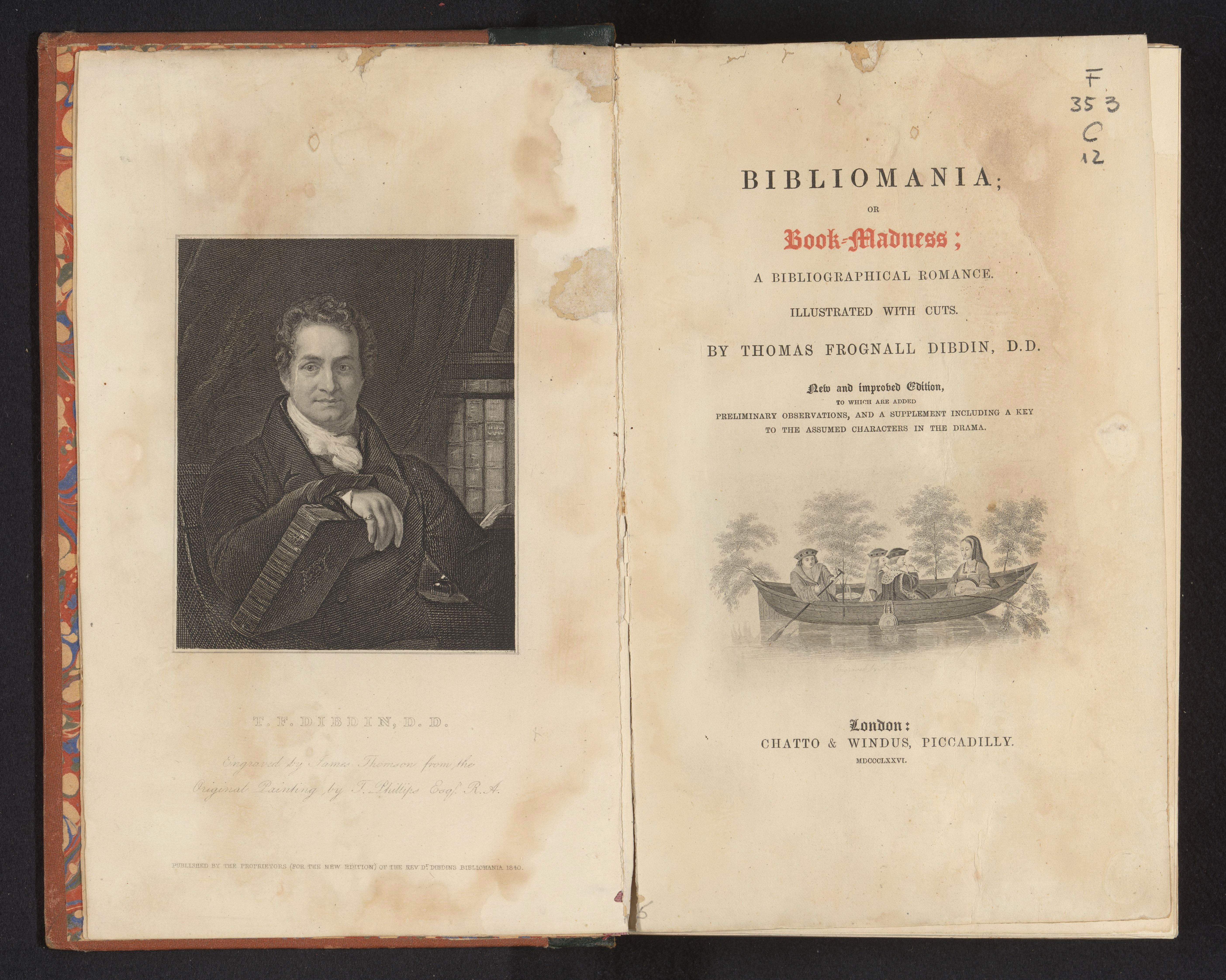
Thomas Frognall Dibdin befasste sich 1809 mit seinem Werk Bibliomania or Book Madness als Erster ausführlich mit dem Thema

Der Ausdruck Bibliomanie (altgriechisch βιβλίον biblíon, deutsch ‚Buch‘ + μανία manía, deutsch ‚Wahn‘) bezeichnet eine übersteigerte Leidenschaft für das Ansammeln von Büchern, die Kennzeichen einer Sucht und/oder Zwangsstörung aufweist.
Im Gegensatz zur harmlosen Bibliophilie, die oft mit dem Ansammeln einer Privatbibliothek einhergeht, beinhaltet Bibliomanie entweder den Aspekt der zwanghaften Hortung, den durch die Sammelleidenschaft bedingten finanziellen Ruin oder aber das Begehen von Straftaten zur Befriedigung der Bibliomanie.

## Geschichte
Der oder die Bibliomane sammelt Bücher, doch anders als der Bibliophile kann er sie aufgrund der Masse der in seinem Besitz befindlichen Werke nicht alle lesen. Das Sammeln ist bis etwa 1700 ein Vanitas-Motiv, also etwas eher Verwerfliches. Sebastian Brants Narrenschiff wird vom Büchernarren angeführt. Die Bildunterschrift bei Brant lautet: „Im Narrentanz voran ich gehe, da ich viele Bücher um mich sehe, die ich nicht lese und verstehe.“ – Verständnislosigkeit und Wahllosigkeit werden als negative Eigenschaften der Büchersucht angeführt.
Zu den ersten historischen Erwähnungen gehört der Bericht des französischen Autors Jacques Lacombe (1724–1811), der in seiner Biografie über die schwedische Königin Christina (1626–1689) berichtete, sie habe große Unordnung ihrer Finanzen in Kauf genommen, um ihre Bibliomanie zu befriedigen.
Das Sammeln wird erst im 18. Jahrhundert aufgewertet. Seither gibt es die Bibliophilie, die im Gegenteil als Tugend dargestellt wird, weil sie nicht wahl- und verständnislos sei. Seit dieser Zeit wird die Bibliomanie ähnlich wie die Lesesucht nicht mehr als Laster, sondern als Krankheit beschrieben, und findet sich auch in der medizinischen Fachliteratur.
Im Jahr 1809 erschien ein Buch mit dem Titel Bibliomania von Thomas Frognall Dibdin, worin die krankhafte erstmals unter diesem Namen Bibliomanie in fiktionalen Dialogen beschrieben wird. Die Schaffung des Begriffs war zuvor fälschlicherweise dem Antiquar Thomas Hearne zugeschrieben worden, der ihn einem seiner Tagebücher verwendet haben soll. Dibins Schilderung des Niedergangs durch Bibliomanie erfreute sich großer Beliebtheit und erschien bereits 1811 in einer erweiterten Neuauflage.

## Varianten
Für Varianten der Bibliomanie gibt es folgende Bezeichnungen:
- Biblioklast (von griech. klastein = zerbrechen): jemand, der von dem Wunsch besessen ist, Bücher zu zerstören.
- Bibliokleptoman (von griech. kléptein = stehlen): zwanghaftes und impulsives Stehlen von Büchern ohne materielles Interesse.
- Bibliopath (von griech. pathos = Leiden): jemand, den Bücher krank machen.
- Bibliophag (von altgriechisch φαγεῖν zu lateinisch phagein ‚essen‘): jemand, der Bücher „frisst“ bzw. buchstäblich verschlingt.
- Bibliophob (von griech. phobos = Angst): jemand, der Angst vor Büchern hat.
- Biblioskop (von griech. skopein = betrachten): jemand, der Bücher durchblättert, ohne zu lesen.
- Bibliotaph (von griech. taphos = Grab): jemand, der zwanghaft seine Bücher versteckt und vor der Welt verbirgt („wie in einem Grab“).
- Bibliovers (von lat. versus ‚gegen‘): jemand, der Bücher zweckentfremdend nutzt.

## Beispiele

### Reale Bibliomanen
Fingierte oder wahre Berichte über kriminelle (Bücher-)Sammler sind zahlreich. Ihr Gegenstand waren im 18./19. Jahrhundert oft Angehörige des Klerus oder des Adels. Könige und wohlhabende Sammler trugen so einige der wichtigsten Privatbibliotheken zusammen, wie z. B. die King's Library von Georg III., die mittlerweile Teil der British Library ist.
Der erste bekannte Fall eines kriminellen Bibliomanen in Deutschland war der sächsische Pfarrer Johann Georg Tinius. Er veruntreute Kirchengelder und verübte mehrere Raubmordversuche (bei denen er Betäubungsmittel einsetzte), um seine Sammelleidenschaft zu finanzieren. In den Jahren 1812 und 1813 soll er in Leipzig sogar für seine Leidenschaft gemordet haben. Das brachte ihm nicht nur einen zehnjährigen Indizienprozess, sondern auch eine zwölfjährige Zuchthausstrafe ein. Allein der Auktionskatalog von Tinius' Restbibliothek umfasste 16.650 Werke. Johann Georg Tinius gilt bis heute als einer der prominentesten Vertreter für gelebte Bibliomanie.
Ein Beispiel für einen Bibliotaphen ist der Comte de Lignerolles (1816–1893), der sich angeblich ab 1848 (dem Jahr der Februarrevolution) völlig aus dem gesellschaftlichen Leben zurückzog und sich nur noch dem Ausbau und der Pflege seiner Büchersammlung widmete, die er in einer eigens dafür bestimmten Wohnung in Paris aufbewahrte. Er gab seine Kenntnisse nicht an andere weiter und leugnete sogar, bestimmte Bücher zu besitzen. Der Umfang und Wert seiner Sammlung zeigten sich erst, als die Bücher nach seinem Tode versteigert wurden.

### Bibliomanen in der Literatur
- Gustave Flaubert 1836: Der fiktive Pater Don Vincente mordet ab 1823 in Bücherwahn (Originaltitel: Le Bibliomane), um seine Privatsammlung mit wertvollen Unikaten bestücken zu können.[6]
- Elias Canetti 1936: Die Blendung, hier Peter Kien[7]
- Thema bei Carlos Ruiz Zafón: Barcelona-Trilogie. u. a. mit Der Schatten des Windes (2001).[7]
- Detlef Opitz: Der Büchermörder, Kriminalroman über den Fall Johann Georg Tinius, Berlin, 2005, ISBN 3-8218-5763-3.[8]